# Ermita fortificada de San Cristóbal (Tuéjar)
La Ermita fortificada de San Cristóbal es un pequeño templo sin culto situado en la colina de San Cristóbal, en el municipio de Tuéjar. Es Bien de Relevancia Local con identificador número 46.10.247-004.

## Historia
La ermita fue fortificada durante las Guerras Carlistas. Durante estas fue utilizada por el bando carlista como puesto de mando, luego como polvorín y finalmente como hospital de campaña, función que seguiría tras el final de la tercera guerra carlista, fues tras la contienda fue convertido en centro para el aislamiento de enfermos contagiosos. Permaneció en ruinas hasta que fue reconstruida en 2000 por los alumnos de una escuela taller local, siguiendo las indicaciones de un vecino que había conocido el edificio antes de su casi total desaparición.

## Descripción
Se trata de un edificio de piedra en el que las ventanas han sido reemplazadas por aspilleras. La puerta de acceso está formada por dovelas de piedra que rematan en un arco de medio punto. La casa del ermitaño queda a la derecha de la fachada de acceso, de forma que lo cubre por ese lado. Otros elementos de la obra de fortificación son algunos parapetos con aberturas para fuego de fusil.
Sobre la entrada hay un retablo de cerámica con la imagen del santo titular y un espadaña sin campana.  La planta es de cruz latina. Desde el interior se aprecia la estructura de madera del tejado. Al igual que con la campana, no hay imágenes de culto.